# Rävabacken
Rävabacken é o ponto mais alto da província histórica sueca de Blekinge.

Está situado no município de Olofström e tem uma altitude máxima de 189,65 metros.